# Yxhop
Yxhop, finska: Kirveskari, är öar i Finland. De ligger i Skärgårdshavet och i kommunen Pargas i landskapet Egentliga Finland, i den sydvästra delen av landet. Öarna ligger omkring 22 kilometer sydväst om Åbo och omkring 160 kilometer väster om Helsingfors.
Arean för den av öarna koordinaterna pekar på är 1,1 hektar och dess största längd är 140 meter i öst-västlig riktning. Närmaste större samhälle är Väståboland, 13,5 km öster om Yxhop.